# Inuktitut
L'inuktitut (ᐃᓄᒃᑎᑐᑦ, lit. 'com els inuit') és la llengua dels inuits (esquimals). Aquest idioma pertany a la família lingüística esquimoaleutiana.

## Varietats
Específicament, Inuktitut és el dialecte dels Inuit de l'Àrtida canadenca oriental. També s'utilitza el terme per a referir-se a l'idioma en el seu conjunt, encara que és més un continuum dialectal que un sol llenguatge; aquest continuum es pot dividir aproximadament en setze varietats de quatre grups: 
- Inupiaq (Alaska septentrional)
- Inuinnaqtun (Àrtida canadenca occidental)
- Inuktitut propi (Àrtida canadenca oriental)
- Kalaallisut o Groenlandès (Groenlàndia).

Entre totes les varietats, el nombre de parlants de inuktitut és d'uns 80.000. El nombre de parlants del inuktitut entès com a dialecte és d'uns 20.000.
El dialecte inuktitut es pot dividir en tres subdialectes principals i diversos subgrups: 
- Keewatin - Parlat en la costa occidental de la badia de Hudson.
- Baffin - Parlat en les illes septentrionals de la badia de Hudson, especialment, i com el nom suggereix, en l'Illa de Baffin.
- Nunavik/Labrador - Parlat a l'oest de la badia de Hudson, com el nom indica a Nunavik, nord de Quebec i Labrador.

Mapa dialectal de l'Inuktitut

Keewatin tendeix a ser més conservador, mantenint la major part dels grups de consonants, mentre que els dialectes Nunavik són més radicals (per exemple - el Keewatin Inuktitut és en Nunavik Inuttitut).

## Lingüística
Estan relacionats amb l'idioma aleuta i, al costat d'ell, formen la família esquimoaleutiana. No s'ha aconseguit demostrar cap parentiu llunyà amb altres llengües, encara que hi ha qui creu que el inuktitut podria tenir relació amb les llengües indoeuropees.

## Vocabulari
L'Inuktitut, com altres idiomes esquimoaleutians, representa un tipus particular d'idioma aglutinador, anomenat idioma polisintètic: sintetitza una arrel i diversos morfemes gramaticals per a crear llargues paraules amb el significat d'oracions. Un aspecte interessant és l'antroponímia. Alguns dels noms són: 'Ujaraq' (roca), 'Nasak' (barret o caputxa), 'Tupiq' (botiga), 'Qajaq' (kaiak), etc. També existeixen antropònims que són noms d'animal: 'Nanuq' (ós polar), 'Uqalik' (llebre àrtica), ne), etc. Un tercer grup és el format per noms de persones que es refereixen a una peculiaritat anatòmica, que no descriu a la persona que porta l'antropònim sinó que deriva d'una llarga successió de persones que duen la mateixa ànima. Entre els exemples ens trobem amb 'Itigaituk' (sense peus), 'Usuiituk' (sense penis), 'Tulimak' (costella), etc.

### Fonologia
L'inuktitut té quinze consonants i tres vocals (que poden ser llargues o curtes). Les consonants es pronuncien mitjançant cinc llocs d'articulació -bilabial, alveolar, palatal, velar i uvular- i tres maneres d'articulació. Això ens deixa les següents consonants: 
- p, t,k — no aspirades.
- q.
- v, l.
- j.
- g .
- r.
- m, n.
- ng.
- s.
- ł. (kl).

i vocals:
- a.
- i.
- u.

La duplicació de la vocal indica l'allargament del so.

#### Paraules per a "neu"
Existeix una creença popular que l'inuktitut té un gran nombre de paraules per a anomenar la neu. Això no és exacte i resulta d'un malentès respecte de la naturalesa dels llenguatges polisintètics. De fet, l'inuktitut té només unes poques arrels lèxiques per a "neu": 'qanik', vol dir "flocs de neu en l'aire", i 'aput', "la neu en el sòl". Amb aquestes es formen paraules més llargues, mitjançant l'ús d'afixos que descriuen qualitats de la neu, de la mateixa manera que en català s'utilitzen adjectius o preposicions: "blanca neu" "neu fonent-se" o "neu en el sòl".

### El sil·labari canadenc

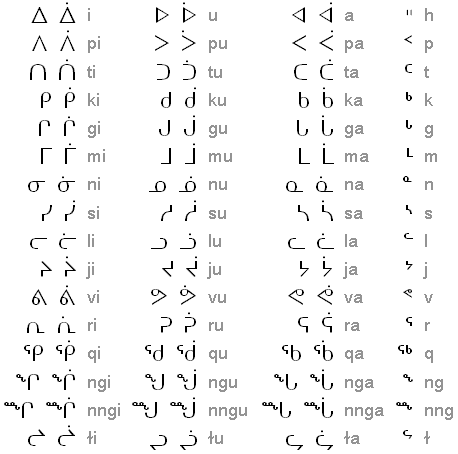
Sil·labari canadenc

El sil·labari inuktitut que s'utilitza al Canadà es basa en el sil·labari cree, que es basa en l'idioma ojibwa. Ambdós van ser creats pel missioner James Evans. El sil·labari dels inuktitut canadencs va ser adoptat per l'Institut Cultural Inuit del Canadà (Inuit Cultural Institute in Canada) en els anys 70. Els Inupiaq d'Alaska i Groenlàndia utilitzen l'alfabet llatí i els Inuit de Sibèria, el ciríl·lic.

## Estatus legal
L'inuktitut és idioma oficial a les següents àrees:
- Groenlàndia - (Groenlandès, junt amb el danès)
- Nunavut (Canadà) - (Inuktitut i Inuinnaqtun, junt amb l'anglès i el francès)
- Territoris del Nord-oest (Canadà) - (Inuktitut, Inuinnaqtun, i Inuvialuktun, junt amb el chipewyan, el Cree, l'anglès i el francès, Gwich'in, Slave, i Tli Cho).

També a Quebec (Canadà), l'inuktitut és la llengua oficial d'instrucció en els districtes escolars inuit de Nunavik (nord de Quebec).